# Патлаенко, Эдуард Николаевич
Эдуард Николаевич Патла́енко (9 марта 1936, Котельников, Сталинградская область — 16 июля 2019) — российский композитор, музыкальный педагог, поэт, заслуженный деятель искусств Карельской АССР (1984), заслуженный деятель искусств РСФСР (1987).

## Биография
С 1937 г. проживал в Ставрополе, отец — Николай Моисеевич, погиб во время обороны Москвы в 1941 г..
С 1942 г. семья проживала в селе Ипатово, где пошёл в школу.
В 1953 г. поступил в Ставропольское музыкальное училище, класс духовых инструментов под руководством Ивана Павловича Антонова.
В 1957 г. окончил Ленинградскую консерваторию композиторский класс, ученик О. С. Чишко.
В 1958 г. участвовал в освоении целины.
С 1963 г. — преподаватель теоретических дисциплин и композиции Петрозаводского музыкального училища.
С 1967 г. — преподаватель Петрозаводского филиала Ленинградской консерватории на кафедре теории музыки и композиции.
С 1965 г. — член Союза композиторов Карелии.
С 1984 г. — член Союза композиторов РСФСР.

## Избранные произведения

### Балеты
- «Гайавата», балет в 2 актах с прологом, либретто М. Мнацаканяна по поэме Г. Лонгфелло (1974)

### Симфонические
- Симфония № 1, в 2 частях, ор. 10 (1962, 2-я редакция 1997)
- Симфонические руны по мотивам «Калевалы», ор. 17 (1965)
- Симфония № 3, в 5 частях, для оркестра и джаз-квартета, ор. 22 (1967)
- Концерт для большого симфонического оркестра, в 3 частях, ор. 26 (1971)
- «Песнь о Гайавате», сюита-симфония из балета «Гайавата», в 4 частях (1976)
- Симфония № 4, ор. 36 (1983)
- «Танцевальный зверинец», детская сюита для оркестра, («Мартышкин Вальс», «Жирафкина румба», «Белкина полька», «Гиппопо-танго», «Косолапый марш», «Колыбельная») (1999)

### Вокально-симфонические
- «Кантелетар», симфония-кантата для сопрано, баритона и оркестра, сл. народные (1963)
- «Песни Бояна», триптих для баритона и оркестра (1966)
- «Русия и меч», ораториальная симфония для хора, солистов из хора, чтеца (летописца) и оркестра на тексты исторических документов и русских народных песен, в 5 частях (1978)

### Для хора
- «С Богом в сердце», триптих для хора без сопровождения на священные стихи и стихи Гаврилы Державина, в 3 частях (1991)

### Камерно-инструментальные
- Квартеты № 1, для 2 скрипок, альта и виолончели(1960)
- «Вечернее музицирование» для квартета деревянных духовых инструментов (1966)
- «Геометрические вариации» для арфы (1966)
- «Книгопев» для валторны, английского рожка и фортепиано (1983)
- «Ликёлда — обитель сердца моего», сюита-фантазия для арфы в 5 частях(1991)
- «Венок сонетов» для готической арфы (или лютни) и арфы Эрара № 1 (1995)
- «Венок сонетов» для фортепиано (2004)

### Камерно-вокальные
- «Басни без морали» для меццо-сопрано и фортепиано, слова В. Сосноры (1963);
- «Письма из ларца» для меццо-сопрано и камерного оркестра, слова королевы Марии Стюарт, в 5 частях (1970)
- «Цветок Эллады», вокальный цикл для женского голоса и фортепиано, в 10 частях, слова Сапфо(1992)
- «Дочь неба», вокальный цикл для меццо-сопрано и фортапиано, в 7 частях, слова А. А. Ахматовой (1996)
- «Три песни Леля» к сказке А. Островского «Снегурочка» для меццо-сопрано и фортепиано(1959/1990)[5].

### Стихи, литературные произведения
- «Слово о России», стихи // Молодежная газета. 04.01.1996;
- «Круг венчальный», венок сонетов // Лицей. 1996. № 4;
- «Не торопись оставить Землю…»; «Твои кумиры: Мандельштам…»; Сонет через год: [Стихи] / Эдуард Патлаенко // Лицей. — 2004. — № 6/7. — С. 7.

## Награды
- Медаль «В ознаменование 100-летия со дня рождения Владимира Ильича Ленина» (1970)
- Заслуженный деятель искусств Карельской АССР (1984)
- Заслуженный деятель искусств РСФСР (1986)
- Лауреат премии Республики Карелия в области культуры, искусства и литературы (2002)
- Орден Дружбы (2002)

## Интересные факты
- Известен портрет Э. Н. Патлаенко работы художника Фолке Ниеминена. В 2012 году портрет был передан композитором в Музей изобразительных искусств Карелии[6].